# کلیسا پرین

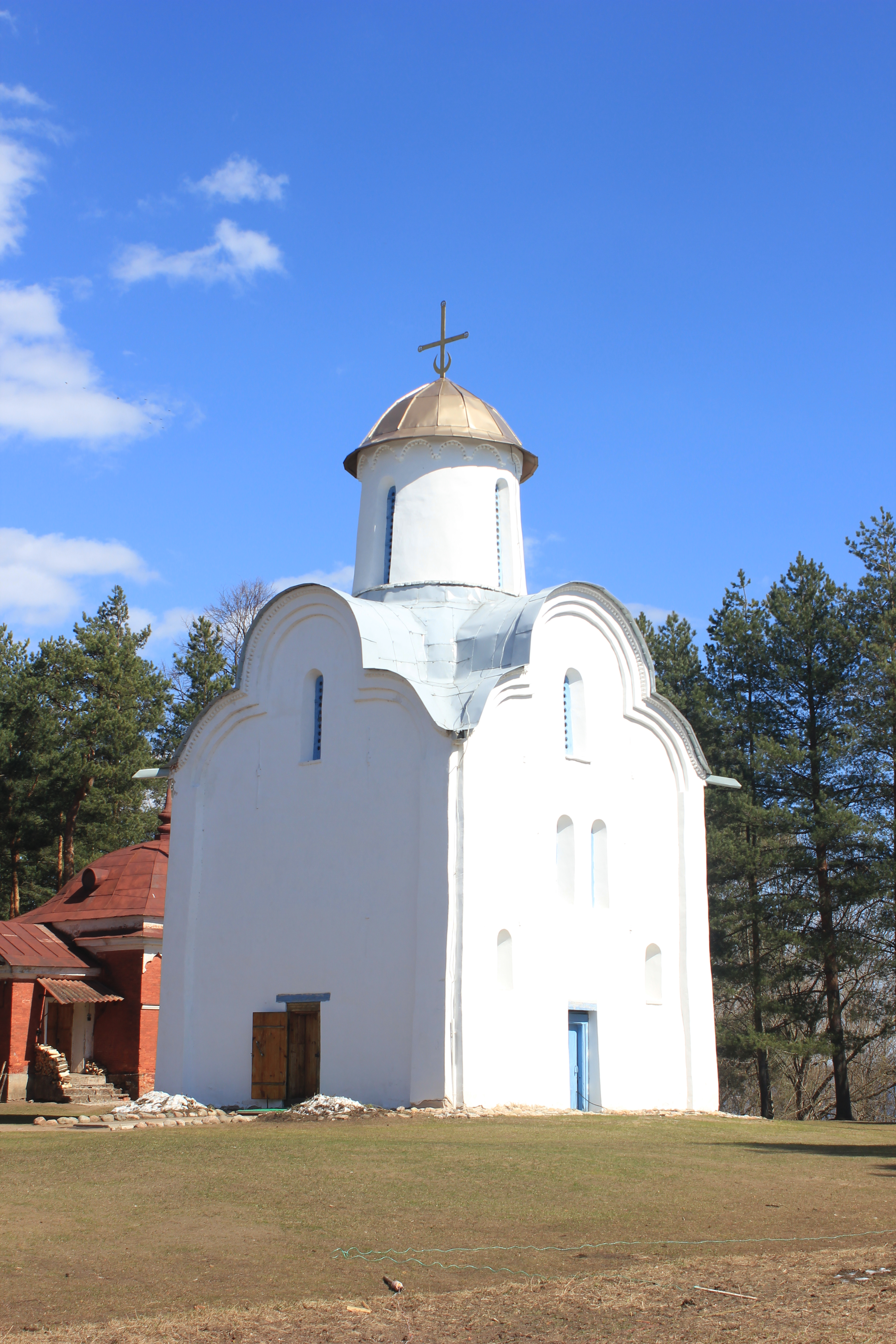

کلیسای ولادت تئوتوکوس در پرین (روسی: Церковь Рождества Богородицы на Перыни) در حوالی ولیکی نووگورود از قدیمی‌ترین کلیساهای منطقه است که به دهه ۱۲۲۰ بازمی‌گردد. این کلیسا در فاصله ۶ کیلومتر (۳٫۷ مایل) از ولیکی نووگورود، در مبدأ رودخانه وولخوف که از دریاچه ایلمن جاری می‌شود، قرار دارد. کلیسا جزئی از اسکیت پرین، صومعه‌ای که در قرن ۱۸ میلادی لغو گردید، و تنها کلیسای فعال در این مجموعه است.
کلیسای پری‌ن در فهرست میراث جهانی به عنوان بخشی از شیء ۶۰۴ بناهای تاریخی نووگورود و پیرامون آن به ثبت رسیده است. این بنا به عنوان یک اثر معماری با اهمیت فدرال شناخته شده است.